# Trench (album)
Pour les articles homonymes, voir Trench (homonymie).
Albums de Twenty One Pilots
Blurryface
(17 mai 2015) Scaled and Icy
(21 mai 2021)
Singles
1. Jumpsuit
Sortie : 11 juillet 2018
2. Nico and the Niners
Sortie : 11 juillet 2018
3. Levitate
Sortie : 8 août 2018
4. My Blood
Sortie : 27 août 2018
5. Chlorine
Sortie : 22 janvier 2019
6. The Hype
Sortie : 16 juillet 2019

Trench est le cinquième album studio du duo musical américain Twenty One Pilots, sorti le 5 octobre 2018 chez Fueled by Ramen, et qui signe également la première sortie du groupe sous le nouveau label Elektra Records. 
Il s'agit du premier album studio du groupe en trois ans, après le succès décisif de leur précédent album, Blurryface sorti en 2015. Il fait suite à ce dernier, en poursuivant la narration tout en élargissant l’univers fictif créé autour des deux protagonistes : Clancy et Blurryface. Enregistré en secret, accompagné d'un silence radio d'un an, Trench a été conçu pour être un album concept qui explore les sujets de la santé mentale, du suicide et du doute, qui sont des thèmes récurrents dans les œuvres précédentes du groupe. Ces thèmes sont illustrés à travers la ville métaphorique de Dema et de son continent connu sous le nom de Trench. 
L'album a été précédé par la sortie de quatre singles. Les deux premiers, Jumpsuit (en) et Nico and the Niners (en), sont tous deux sortis le 11 juillet 2018. Le troisième single, Levitate (en), est sorti le 8 août 2018. Le quatrième single, My Blood (en), est quant à lui sorti le 27 août 2018. Les deux derniers singles en date, Chlorine (chanson) (en) et The Hype (chanson) (en), sont, eux, sortis respectivement le 22 janvier 2019 et le 16 juillet 2019. Pour promouvoir l'album, le groupe s'est lancé dans le Bandito Tour, tournée qui a commencé à la Bridgestone Arena de Nashville, au Tennessee, le 16 octobre 2018. 
Trench a été acclamé par la critique et le public, qui a applaudi son ambition, son écriture et sa production plus cohérente. Beaucoup l'ont positivement comparé avec le précédent album du groupe, Blurryface. Plusieurs magazines l'ont placé en 1re place sur leurs listes rétrospectives de fin d'année, Rock Sound le nommant ainsi meilleur album de l'année. Ce fut également un succès commercial, atteignant la place de numéro un dans six pays, dont l'Australie, la Nouvelle-Zélande, l'Espagne et les Pays-Bas, et celle de numéro deux dans plusieurs pays, notamment le Royaume-Uni et les États-Unis.

## Contexte et production
Twenty One Pilots a sorti son quatrième album studio, Blurryface, le 17 mai 2015. L'album arrive en tête du Billboard 200 et produit deux des cinq meilleurs singles, Stressed Out et Ride, culminant respectivement au numéro deux et au numéro cinq du Billboard Hot 100. Ces chansons, ainsi que le single Heathens de la bande originale de Suicide Squad, ont lancé le groupe en tête des ventes en 2016 ce qui leur a fait connaître le grand succès mondial. Le duo a ensuite entamé deux tournées internationales pour promouvoir l'album entre 2015 et 2017. Dans une interview accordée à Alternative Press, le groupe a déclaré qu'ils « se retiraient » afin de se concentrer sur leur nouvelle musique, avant d'ajouter qu'ils se concentreraient sur le contenu lyrique et ramèneraient « l'authenticité, les paroles et l'intrépidité d'écriture » que l'on pouvait trouver dans l'album éponyme du groupe. Après les cinq dates finales de la tournée Tour De Columbus du groupe, le duo a fait une pause dans ses apparitions publiques et dans la médiation pendant un an, à partir du 6 juillet 2017, dans le but de se reposer et de travailler tranquillement sur leur prochain projet,. 

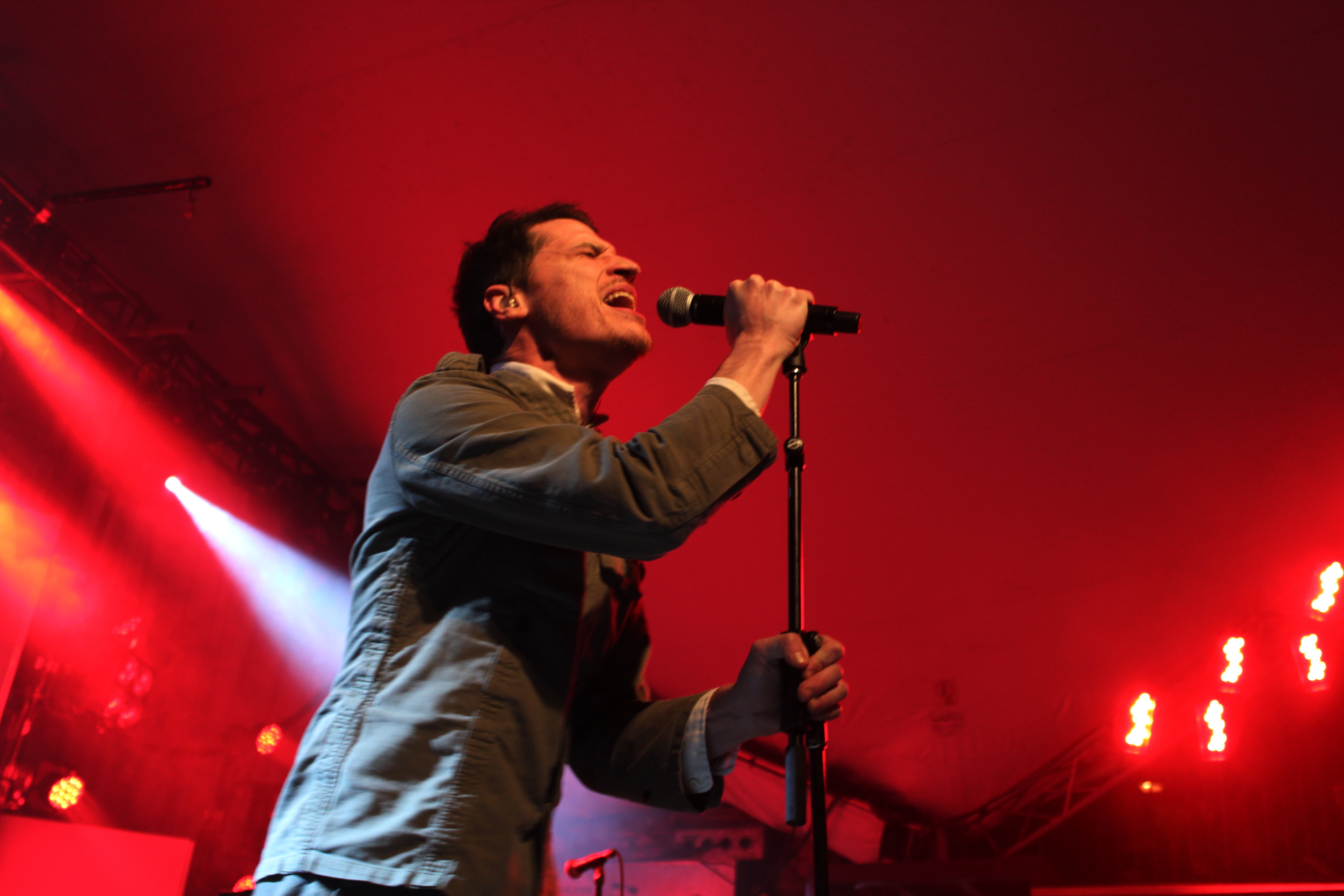
Paul Meany, chanteur et claviériste du groupe de rock alternatif Mutemath, a coécrit et coproduit une grande partie du projet aux côtés du chanteur Tyler Joseph.

Le monde conceptuel de Trench a été créé avant que les chansons de l'album n'aient été écrites, s'écartant ainsi du processus normal d'écriture des chansons du groupe, où ils créaient l'album chanson par chanson. On ne sait pas quand la production de Trench a réellement commencé, mais on sait que le chanteur Tyler Joseph travaillait déjà sur la chanson Bandito en 2015, pendant la tournée de Blurryface. Joseph a produit les quatorze pistes de l'album dans son studio privé chez lui, tandis que les pistes contenant la batterie de Josh Dun ont été enregistrées aux United Recording Studios à Hollywood aux États-Unis.  Le chanteur et claviériste de Mutemath, Paul Meany, a coproduit et coécrit une grande partie du projet, à la suite de sa précédente collaboration avec Twenty One Pilots sur l'EP TOPxMM et sur l'Emotional Roadshow World Tour,. Adam Hawkins a mixé l'intégralité de l'album. La « date limite de livraison de l'album pour prendre de l'avance sur la production et la distribution » était le 15 août 2018, soit moins de deux mois avant la sortie commerciale de l'album.  
Seuls Tyler Joseph, Josh Dun et Paul Meany ont été impliqués dans le processus de composition de l'album. De cette manière, il n'y avait pas de risque qu'un membre de la famille, qu'un ami ou qu'un proche soit trop proche du projet. Le groupe a voulu éviter que la décision finale sur la forme définitive du contenu du disque soit décidée à travers leurs retours. Dans une interview avec Kerrang!, Joseph a expliqué qu'il n'avait montré l'album à ses proches que lorsqu'il était terminé, afin que leur réaction soit « aussi proche que possible de leur vraie réaction ». Dans une interview ultérieure avec The New York Times, il a raconté comment le projet l'avait « presque détruit », l'amenant à envisager de mettre fin à tous ses travaux, tant son état émotionnel était tiraillé entre la dépréciation de soi et la confiance en soi.  

## Concept et musique

### Un album-concept: l'univers deTrench
Trench poursuit l'exploration du groupe sur les thèmes entourant l'insécurité, la foi, le suicide et la santé mentale, qui sont des thèmes très importants des précédents albums de Twenty One Pilots où ils y sont également récurrents. L'album s'est formé autour du monde conceptuel de Trench, créé par Joseph et représenté à travers les clips marketing et musicaux qui l'accompagnent.  

Une Tour du Silence et ses vautours.

Une grande partie de l'album et de son matériel marketing traite de la ville de Dema. Dema, qui vient du mot dakhma (ou Tour du Silence), est un lieu fictif situé à l'intérieur du continent imaginaire de Trench, qui tire son nom du zoroastrisme : dans cette religion, les Tours du Silence étaient utilisées pour éliminer les cadavres en les laissant être dévorés par les vautours. Le groupe a expliqué sur Reddit qu'ils s'étaient inspirés du « concept triste et intrigant d'une religion mourante... la raison pour laquelle elle mourait était quelque chose qu'ils ne pouvaient jamais contrôler : le manque de vautours nécessaires pour mener à bien leur théologie. Quelque chose de si naturel et de logique peut entraver votre religion. »,.   
Ville de Trench, Dema est gouverné par neuf « évêques » autoritaires, dont les noms sont Nico (de son nom complet Nicolas Bourbaki, basé sur un pseudonyme collectif d'un groupe de mathématiciens principalement français), André, Lisden, Keons, Reisdro, Sacarver, Nills, Vetomo et Listo. L'évêque en chef, Nico, a été révélé par Joseph comme étant Blurryface, la personnification des insécurités de leur précédent album du même nom, tel qu'il explique pour Music Feeds en octobre 2018 : 
« Dans le dernier album, Blurryface était un personnage qui représentait l'insécurité, et plus vous en apprenez sur ces insécurités, plus vous en apprenez sur ce personnage, plus vous pouvez avoir de contrôle sur des choses comme ça dans votre jeu mental de guerre. Ce disque [Trench] étant la continuation de celui-ci, l'une des choses que je savais que je voulais faire était de découvrir le vrai nom de Blurryface, et le vrai nom de Blurryface est Nicolas Bourbaki. » 
Ces évêques régissent sur Dema par l'intermédiaire de deux outils : leur religion, le Vialism, qui prône l'autodestruction comme l'unique moyen d'atteindre le paradis, et un pouvoir miraculeux appelé seizing (« saisie ») par lequel les évêques peuvent prendre possession de cadavres durant un temps limité. D'autres personnages impliqués font partie d'un groupe qui se fait appeler les « Banditos », dont le but est de libérer le peuple de Dema, retenu prisonnier par les évêques. Ils adoptent la couleur jaune (de code "0xFCE300"), que les évêques ne peuvent pas voir car ils la perçoivent comme grise. 
À savoir que le récit de Trench et ses personnages ont librement été poursuivis dans le sixième album du groupe, Scaled and Icy (2021), puis dans leur septième album, Clancy (2024), et enfin dans Breach, leur huitième album prévu pour septembre 2025, qui viendra conclure l'histoire de Clancy. 

### Compositions
L'album, comme les disques précédents de Twenty One Pilots, contient de nombreux genres musicaux différents, dont le rock alternatif, le hip-hop alternatif, la pop rock, le rock électronique, le R&B, le reggae, le hip-hop, l'electropop (ou synthpop), le rap rock, et la pop. L'album démarre par une chanson de rock alternatif et de hard rock, avec des crochets de rock progressif et de nu metal Jumpsuit,,. Sur le plan lyrique, il s'agit de faire face aux insécurités de Tyler Joseph. Il a été décrit par le Rolling Stone comme ayant « une guitare basse déformée, une batterie nette et des déferlements sombres de synthé », la voix de Joseph passant « d'un quasi-chuchotement à un cri à pleine gorge, à un falsetto atmosphérique ». La conclusion de la chanson fusionne avec le début du morceau suivant, Levitate, un morceau de rap rock minimaliste,. Morph est une fusion de jazz, rock, rap et reggae,. La chanson explore les thèmes de la vie après la mort et fait référence au principal évêque, Nico. La chanson a été comparée à des artistes tels que Khalid, The Prodigy, Beck et DJ Shadow. Le morceau suivant, My Blood, est une chanson indie pop et rock traitant de la fidélité dans une relation amicale. Le morceau a été comparé à des chansons comme Pumped Up Kicks du groupe Foster the People et Feel It Still de Portugal. The Man en raison du refrain de la chanson chanté avec un fausset par Joseph. Chlorine est une chanson sur le nettoyage des idées noires et des pensées sombres de l'esprit. Smithereens est une chanson « mignonne et ludique » traitant de l'amour que porte Joseph à sa femme, Jenna, qu'il a épousée en 2015. 
La chanson suivante, Neon Gravestones, est une chanson de rap « à combustion lente » qui se construit sur un riff de piano avec des percussions électroniques ajoutées au fur et à mesure que la chanson progresse. La piste explore le thème du suicide et sa glorification par les médias puis se termine par un plaidoyer pour admirer ceux qui ont traversé la vie, et non ceux qui ont prématurément choisi de mourir. The Hype est un chant de type rock alternatif avec un pont pour ukulélé. Dans une interview avec Coup de Main Magazine, Tyler Joseph dit que la chanson parle de la différence entre la pression interne et celle émise par la médiatisation superficielle. Le morceau suivant, Nico and the Niners, est une fusion de reggae, rap, rock et une chanson psychédélique sur la résistance aux "évêques", un thème que l'on retrouve dans Doubt, une chanson de l'album précédent, dénonçant leur religion, Vialism, et sur l'espoir de quitter Dema,. Cut My Lip est basée sur la volonté de persévérer même lorsque les temps sont durs, et nous parle également de la lutte de Tyler entre choisir de rester fidèle à lui-même ou de céder aux exigences de l'industrie musicale. 
Le morceau suivant, Bandito, est une ballade lourde au piano avec une mystérieuse ambiance électronique minimale qui voit le protagoniste accepter son rôle dans le cadre des Banditos, un groupe de rebelles,,. Il contient les mots Sahlo Folina, cri de ralliement des Banditos qui signifie « All Ohio Fans (Tous les fans de l'Ohio) » pour remercier leurs premiers fans, dû au fait que le groupe est originaire de l'État de l'Ohio.  Cette chanson a été comparée à quelques chansons d'Alt-J. Pet Cheetah est une chanson qui mélange le rap, la techno et le rock et est une métaphore du processus d'écriture de l'auteur.  Legend est un hommage rendu au grand-père de Joseph, Robert Joseph, décédé le 17 mars 2018 pendant la production de l'album. Il figurait sur le côté droit de la pochette de l'album du groupe sorti en 2013, Vessel. La dernière piste, Leave the City, propose des voix légèrement retenues, un segment de piano puissant et une batterie légère. La chanson traite de la perte de la foi, reflétant les luttes de Joseph avec ses croyances chrétiennes tout au long de sa vie. Il n'y a pas de transformation en crescendo complet, ce qui laisse intentionnellement la chanson légèrement incomplète. Joseph explique que cela représente le concept selon lequel Trench est un voyage entre un endroit (Dema) et tout ce qui vient ensuite, ce qui reflète à quel point la maladie mentale est une lutte continue à laquelle il faut continuer de travailler. 

## Sortie et promotion
Twenty One Pilots a mentionné Dema, la ville fictive créée par Joseph et cadre principal de Trench, pour la première fois lors des Alternative Press Music Awards 2017 lorsqu'ils ont remporté le prix de la fanbase la plus importante et la plus fidèle. Josh Dun a récolté le prix seul et s'est excusé pour l'absence de Tyler Joseph, mentionnant que Joseph « rompait les liens avec Dema », laissant entendre qu'il travaillait sur un projet en cours. Le 21 avril 2018, les fans ont découvert l'URL "dmaorg.info" cachée dans un GIF mise en ligne sur la boutique internet du groupe. Ce site consistait en une série de teasers énigmatiques centrés autour de Dema. 
Le site internet en question contenait également de nombreuses entrées du Journal de Clancy, un personnage fictif qui n'est ni plus ni moins le protagoniste du monde conceptuel du groupe pour l'album. Le journal parlait de son évasion de Dema, avec des entrées périodiquement ajoutées au fil du temps. Le 6 juillet, à la suite d'une entrée dans le journal promettant que « le matin, tout sera différent » le groupe a envoyé un e-mail contenant un GIF d'un œil légèrement ouvert aux fans qui se sont abonnés à leur newsletter. Le groupe est revenu sur les réseaux sociaux le 9 juillet 2018, avec une vidéo d'un œil jaune plus ouvert. Des panneaux d'affichage et des peintures murales arborant le nouveau logo du groupe ont été installés dans de nombreuses villes du monde entier dans la nuit du 9 au 10 juillet 2018. Le lendemain, le groupe a posté une autre vidéo de l'œil, plus ouvert qu'auparavant, avec une version audio étouffée de l'intro de Jumpsuit,.  La chanson, ainsi qu'un deuxième single, Nico and the Niners sont finalement sortis le 11 juillet. Le même jour, le groupe annonce son album Trench et dévoile sa date de sortie. La liste des morceaux de l'album a quant à elle été dévoilée le mois suivant. 
À la fin de la longue pause du groupe, Josh Dun a été interviewé par Hanuman Welch de Beats 1 sur le processus d'écriture de l'album et des deux nouveaux singles du groupe. Le 5 septembre 2018, Zane Lowe, également de Beats 1, a organisé une interview avec Tyler Joseph dans son studio pour parler du hiatus du groupe pendant un an, de l'album et de la façon dont cela reflétait ses difficultés avec l'insécurité, la spiritualité et la santé mentale.  
Le 14 septembre 2018, Twenty One Pilots a annoncé sur Twitter qu'ils publieraient un vinyle LP de couleur uniquement achetable via leur boutique en ligne. Ils ont également annoncé qu'ils publieraient 15 000 exemplaires du LP en vert olive via Indie Retail et 8 000 exemplaires du LP en vert olive et jaune sur le site Web d'Urban Outfitters. Il a été annoncé que le groupe apparaîtrait dans divers magasins de disques à travers le Royaume-Uni lors de l'étape européenne du Bandito Tour,. 
Le 2 octobre 2018, plusieurs exemplaires de l'album ont été accidentellement vendus dans un magasin de disques en Australie ce qui a engendré la fuite illégale complète des chansons le composant. Josh Dun a organisé un livestream sur Instagram avec Tyler Joseph le lendemain pour promouvoir l'album et pour corriger cette fuite. L'album est sorti à minuit deux jours plus tard, accompagné d'un nouveau clip pour le single My Blood. L'album était également la première sortie du nouveau label Elektra Music Group.  Le groupe a mis en ligne une parodie de la comédie musicale 2018 A Star Is Born sur leur compte Twitter, remplaçant Bradley Cooper et Lady Gaga par eux-mêmes dans le but de vaincre l'album de la bande originale en termes de ventes. En décembre 2018, le groupe s'est associé au service de streaming musical Spotify pour créer une expérience vidéo immersive explorant le monde de Trench qui a également révélé la signification des cinq symboles figurant sur la couverture de l'album sous la liste des titres,.   
Le 21 juin, le duo a lancé sa série Løcatiøn Sessiøns, qui propose des interprétations modifiées en direct de morceaux de Trench. La première piste à sortir était une version acoustique de Chlorine, nommée Chlorine (19.4326 ° N, 99.1332 ° W), avec des coordonnées dans le titre de la chanson pointant vers un endroit à Mexico. Une performance retravaillée de Cut My Lip a été publiée le 11 juillet en tant que deuxième chanson partagée de la série. 
Avant la sortie de l'album, le groupe a figuré sur la couverture du numéro de septembre du magazine Rock Sound, dans le numéro de septembre du magazine Alternative Press  et dans numéro d'octobre du magazine Kerrang!  contenant tous une interview du groupe et des photographies exclusives. Après la sortie de l'album, Caryn Ganz, journaliste pour le New York Times, a interviewé Joseph et Dun sur l'histoire du groupe et la création de l'album. 

### Singles
Le 11 juillet 2018, le groupe a sorti les deux premiers singles (Jumpsuit  et  Nico and the Niners), ainsi qu'un clip pour Jumpsuit. Le 25 juillet 2018, un clip de Nico and the Niners a été publié. Ils montraient Dema, la ville fictive inventée par le duo. Les deux vidéos contiennent des références aux clips de chansons précédentes, dont Heavydirtysoul et Stressed Out, les deux extraits de l'album précédent du groupe, avec l'imagerie répétée d'une voiture en feu pour le premier et d'une poignée de main élaborée pour le dernier,.
Le troisième single de l'album, Levitate, a été divulgué sur la plateforme de streaming Tidal avant sa sortie officielle en août, pour être rapidement supprimé. La chanson a ensuite été publiée le lendemain sous la forme du troisième single de l'album via le show de Zane Lowe, Beats 1 en tant que "Record du Monde" de la journée, accompagnée de la liste officielle des titres de l'album. Un clip a également été publié, concluant la trilogie d'introduction. 
Le 20 août 2018, lors des VMA, un extrait de dix secondes de la chanson My Blood a été joué à la fin d'une publicité faisant la promotion de l'album. Le 27 août 2018, un utilisateur de Twitter a divulgué la chanson complète sur son compte Twitter en basse qualité, après avoir découvert qu'elle pouvait être jouée sur son Apple HomePod. La fuite a été confirmée lorsque le groupe a rendu la chanson disponible sur les services de streaming plus tard dans la journée, en tant que quatrième single de l'album,. Un clip de la chanson a été publié sur YouTube le jour de la sortie de l'album. Le 22 janvier 2019, le morceau Chlorine est sorti en tant que cinquième single de l'album et était encore une fois accompagné d'un clip. The Hype a été envoyé aux radios alternatives américaines le 16 juillet 2019 en tant que sixième single de l'album, son clip vidéo étant sorti peu de temps après.  

## Tournée

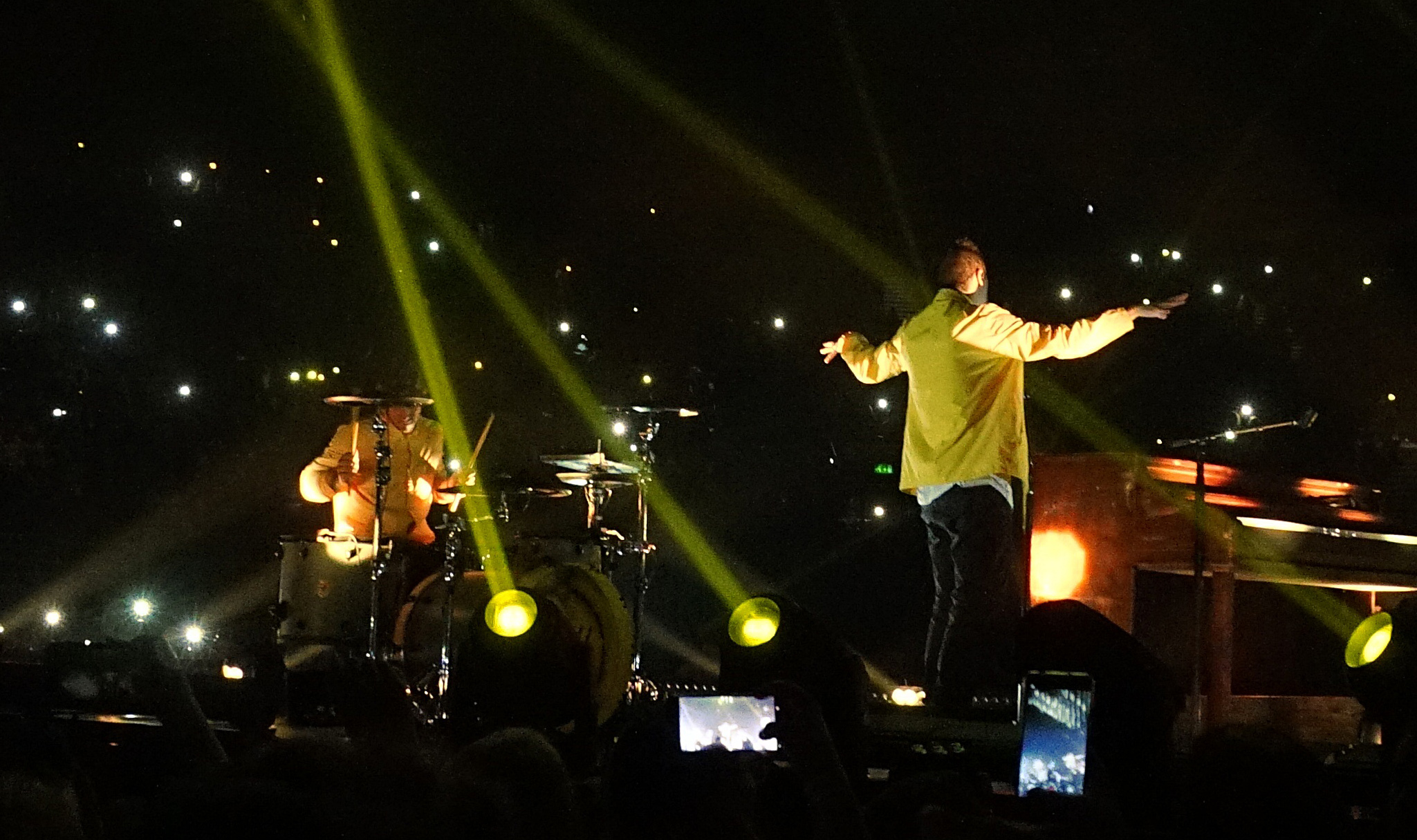
Le groupe performant au Resorts World Arena, à Birmingham, lors du Bandito Tour.

Le jour de la sortie de Jumpsuit, le premier single de l'album, le groupe a annoncé qu'une nouvelle tournée mondiale appelée « The Bandito Tour » commencerait le 16 octobre 2018.  Il a été révélé plus tard qu'Awolnation et Max Frost se produiraient comme première partie des concerts lors de l'étape nord-américaine de la tournée.  
Le 19 août 2018, Twenty One Pilots a publié une vidéo YouTube non répertoriée faisant la promotion d'un concert à la Brixton Academy de Londres. Le concert était intitulé A Complete Diversion, une référence aux paroles de la chanson Nico and the Niners (« And start a concert, a complete diversion »). Le concert a eu lieu le 12 septembre 2018, soit un peu moins d'un mois avant la date de sortie prévue de l'album. 
La première étape de la tournée était l'étape nord-américaine qui a commencé à Nashville, Tennessee, le 18 octobre 2018, moins de deux semaines après la sortie de l'album,. Après l'Amérique du Nord, les spectacles se sont poursuivis en Australie puis Europe, ainsi que des apparitions dans plusieurs festivals d'Amérique du Sud. Une deuxième étape nord-américaine se terminant le 30 juin 2019 a été ajoutée à la tournée, comprenant également des spectacles au Mexique et au Canada ainsi que deux spectacles dans la ville natale du groupe, Columbus,. Cela a été suivi par une série de performances phares de festivals en Amérique du Nord et en Europe, puis par une troisième étape nord-américaine se terminant le 9 novembre 2019. 

## Liste des pistes
| 1.    | Jumpsuit            | 3:58 |
| 2.    | Levitate            | 2:25 |
| 3.    | Morph               | 4:19 |
| 4.    | My Blood            | 3:49 |
| 5.    | Chlorine            | 5:24 |
| 6.    | Smithereens         | 2:57 |
| 7.    | Neon Gravestones    | 4:00 |
| 8.    | The Hype            | 4:25 |
| 9.    | Nico and the Niners | 3:45 |
| 10.   | Cut My Lip          | 4:43 |
| 11.   | Bandito             | 5:31 |
| 12.   | Pet Cheetah         | 3:18 |
| 13.   | Legend              | 2:53 |
| 14.   | Leave the City      | 4:40 |
| 56:04 |                     |      |

## Réception critique
Trench reçoit des retours très positifs de la part des critiques musicales, acclamé entre autres pour son ambition, son écriture et sa production. Chez Metacritic, l'album se voit attribuer une note moyenne de 81 sur 100, sur la base de 6 critiques, indiquant des « éloges universelles ».
David McLaughlin pour Kerrang! loue l'écriture, l'ambition, le caractère accrocheur et l'accessibilité de l'album, concluant que le groupe est « à son meilleur niveau personnel et créatif ». En 2021, Emily Carter ajoute que Trench est « l'album le plus ambitieux » du groupe à ce jour.
Gary Ryan pour New Musical Express décrit le disque « le son d'un groupe qui augmente son ambition sans jamais être freiné par un courant de prétention » et le considère « plus discret que Blurryface, mais finalement plus gratifiant ». Neil Z. Yeung pour AllMusic a acclamé les paroles introspectives de l'album, résumant : « bien que Trench nécessite quelques tours pour vraiment s'enregistrer, il est finalement gratifiant et totalement immersif, offrant une profondeur et une gravité auxquelles Twenty One Pilots n'a fait qu'insinuer sur Blurryface. » Dans la lignée, Vicki Mahony de The Spill Magazine fait l'éloge des thèmes plus sombres et du son plus mature de l'album par rapport à Blurryface, félicitant en outre sa production « exceptionnelle » et son « son dynamique ».
Tyler White pour Sputnikmusic attribue une note de 4,5 sur 5 à Trench, et considère l'album comme « plein de nombreux moments forts avec une alchimie globale qui bat tous leurs albums précédents. » Chris Payne pour Billboard, lui, considère l'album comme « étonnamment cohérent », complimentant son « séquençage et sa continuité de production exceptionnels » et concluant qu'il « correspond aux enjeux de Blurryface et à toutes ses catharsis de conquête de démons et de flou de genre, tout en l'élevant sur un univers sonore qui tient le tout ensemble. » De même, Christopher Weingarten de Rolling Stone déclare que l'éventail de genres et d'idées trouvés dans Blurryface s'est « fusionné en un tout plus intelligent et plus mature » sur Trench, notant en outre la croissance du duo en tant qu'auteurs-compositeurs et arrangement, à travers un « son et une sensation plus cohérents ». Joshua Copperman exprime une opinion similaire pour PopMatters, affirmant que « l'album tient le coup grâce à une maturité accrue dans le contenu thématique et la production », mais regrettant une certaine retenue musicale. À l'inverse, Damon Taylor pour Dead Press écrit qu'une « ne pléthore d'influences sont répandues à travers le disque, donnant à leurs sons principaux une nouvelle distinction », faisant également l'éloge de Josh Dun et de son jeu de batterie qui « pousse le rythme de chaque morceau avec réserve et intensité dans une égale mesure ».
Chris William pour Variety, moins emballé par la dimension d'album-concept, trouve que Trench est à son meilleur lorsque les chansons « abandonnent les personnages et le concept et que Joseph dit directement ce qu'il veut dire », ajoutant qu'il vaut mieux, selon lui, « oublier le plus profondément les parties conceptuelles de l'album (qui semble être beaucoup de travail) et profiter des nombreuses parties de Trench qui ne nécessitent pas une soif d'histoires d'origine symboliques. » Au contraire, Stephen Keegan pour Hot Press a estimé que dans la Stan Culture d'aujourd'hui, « l'intelligent fil d'Ariane d'indices lyriques de Joseph permet aux fans de créer un lien dans leur communauté... »
Enfin, Jo Cosgrove pour GIG Soup fait un retour très positif sur l'écriture « personnelle » de l'album, affirmant que « Twenty One Pilots discute de sujets dont d'autres ont peur, et ils le font correctement. »

## Personnel
Crédits adaptés des notes de doublure de Trench et Tidal.   

### Enregistrement et gestion du projet
- Publié par Warner-Tamerlane publishing Corp. ( BMI ) et Stryker Joseph Music (BMI)
- Enregistré au studio de Tyler Joseph ( Columbus, Ohio )  et United Recording Studios ( Hollywood, Californie ) [8]
- Masterisé à Sterling Sound ( New York, New York )

| - Tyler Joseph – chanteur principal, piano, synthé, basse, guitar, ukulele, programmation, production, écriture - Josh Dun – batterie, percussions, trompette, voix arrière - Paul Meany – synthé, programmation, production, écriture | - Katie Baloian – marketing - Anne Declemente – A&R - Pete Ganbarg – A&R - Chris Gehringer – mastering - Adam Hawkins – mixage - Brad Heaton – photographie - Brian Ranney – packaging - Brandon Rike – directeur créatif, designer - Chris Woltman – producteur exécutif |